# Dachreiter

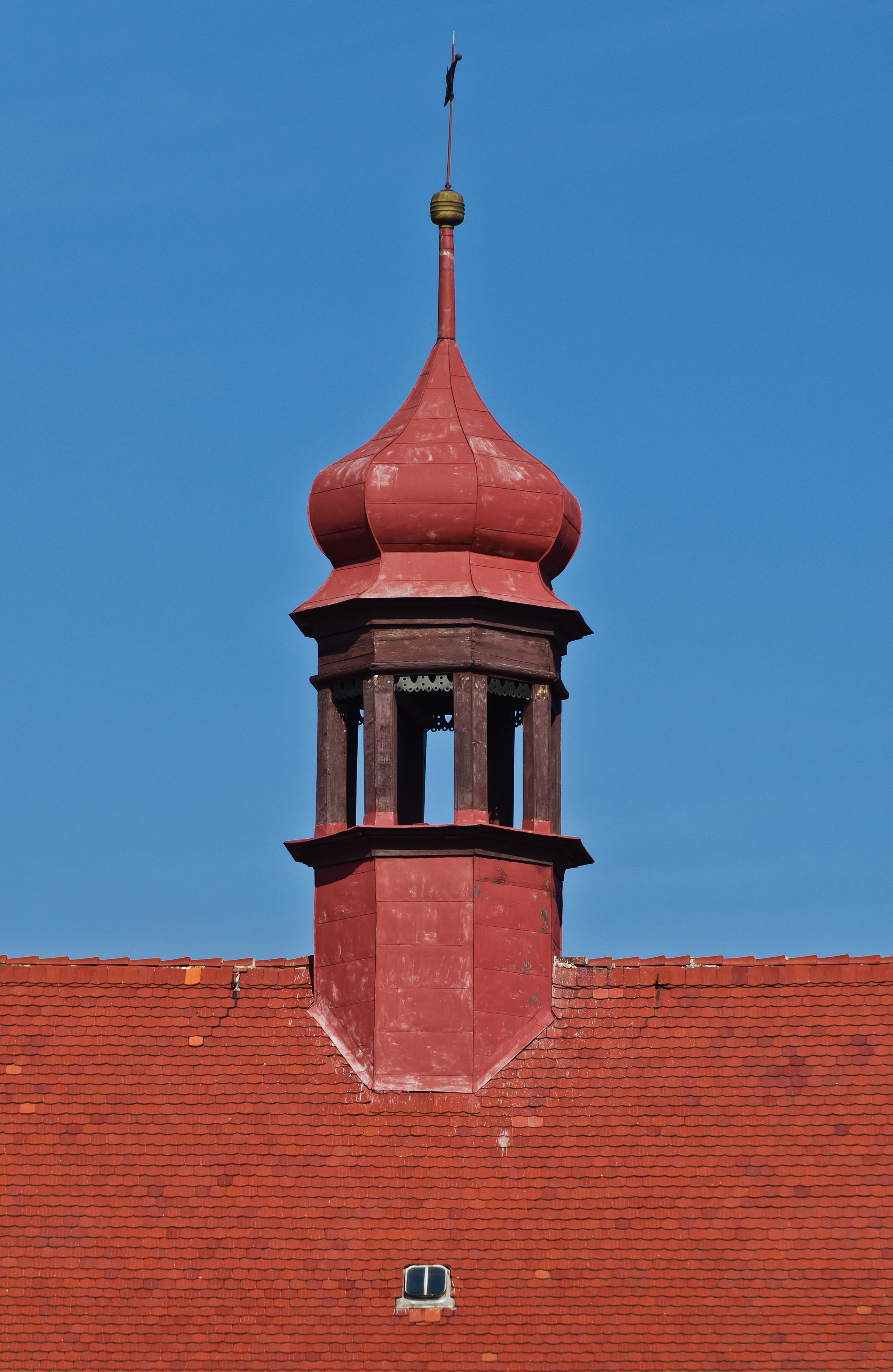
Dachreiter

Ein Dachreiter (gelegentlich Firstreiter; früher auch Aufreiter) ist ein dem Dachfirst eines Gebäudes aufsitzender (‚reitender‘) kleiner Turm.

## Weitere Begriffe, Unterscheidungen
Ein Dachreiter, der als Glockenstuhl dient, wird auch Glockenreiter genannt; Glockenreiter haben seitliche Schallöffnungen. Ein Dachreiter über einem Giebel ist ein Giebelreiter, über dem Chor einer Kirche ist er ein Chorreiter.
Vom Dachreiter kann der Dachturm unterschieden werden, der meist auf einer Kirchenwand sitzt und daher statisch nicht auf der Dachkonstruktion sitzt. Oft werden aufgrund ihrer äußeren Form auch solche Türmchen als Dachreiter bezeichnet, die konstruktiv Mauerreiter, Bogenreiter oder Giebelreiter sind.
Offene Dachreiter auf Dächern von Kuppeln, Hauben, Zwiebeln usw. werden als Laterne bezeichnet.

## Geschichte und Verwendung
Vorläufer und älteste Arten des Dachreiters sind Oberlichtdächer über der Feuerstelle des germanischen Wohnhauses in Form eines Türmchens auf dem First, durch dessen seitliche Öffnungen der Raum etwas Tageslicht empfing und der Rauch abzog.
Bei Sakralbauten sind Dachreiter als Glockenträger auf Kapellen und kleinen bzw. schmalen Kirchen zu finden. Bei größeren Kirchenbauten der Zisterzienser und Bettelorden waren Dachreiter deswegen erforderlich, weil ihre Ordensregeln prächtige Turmbauten verboten. Die ältesten erhaltenen Dachreiter befinden sich auf gotländischen Landkirchen. Bei gotischen Kathedralen mit Westturmanlagen wurde der Turm über der Vierung häufig in Form eines Dachreiters ausgeführt (z. B. Altenberger Dom, Kölner Dom, Kathedrale von Amiens, Kathedrale Notre-Dame de Paris). 
Seit dem späten Mittelalter befinden sich Dachreiter als Glocken- oder Uhrtürmchen ebenfalls auf Profanbauten, auch über einem Giebel als Giebelreiter. Dachreiter mit kleiner Glocke oder Uhren-Zifferblatt gibt es oft auf Herrenhäusern, deren Torhäusern, auf großen Bauernhäusern, Gebäuden der Feuerwehr, Rathäusern sowie bergbaulichen Huthäusern. Bekannt sind sogenannte Essglocken als kleine Glockenreiter auf Bauernhäusern im Salzburger Land.

Beispiele kleiner Dachreiter
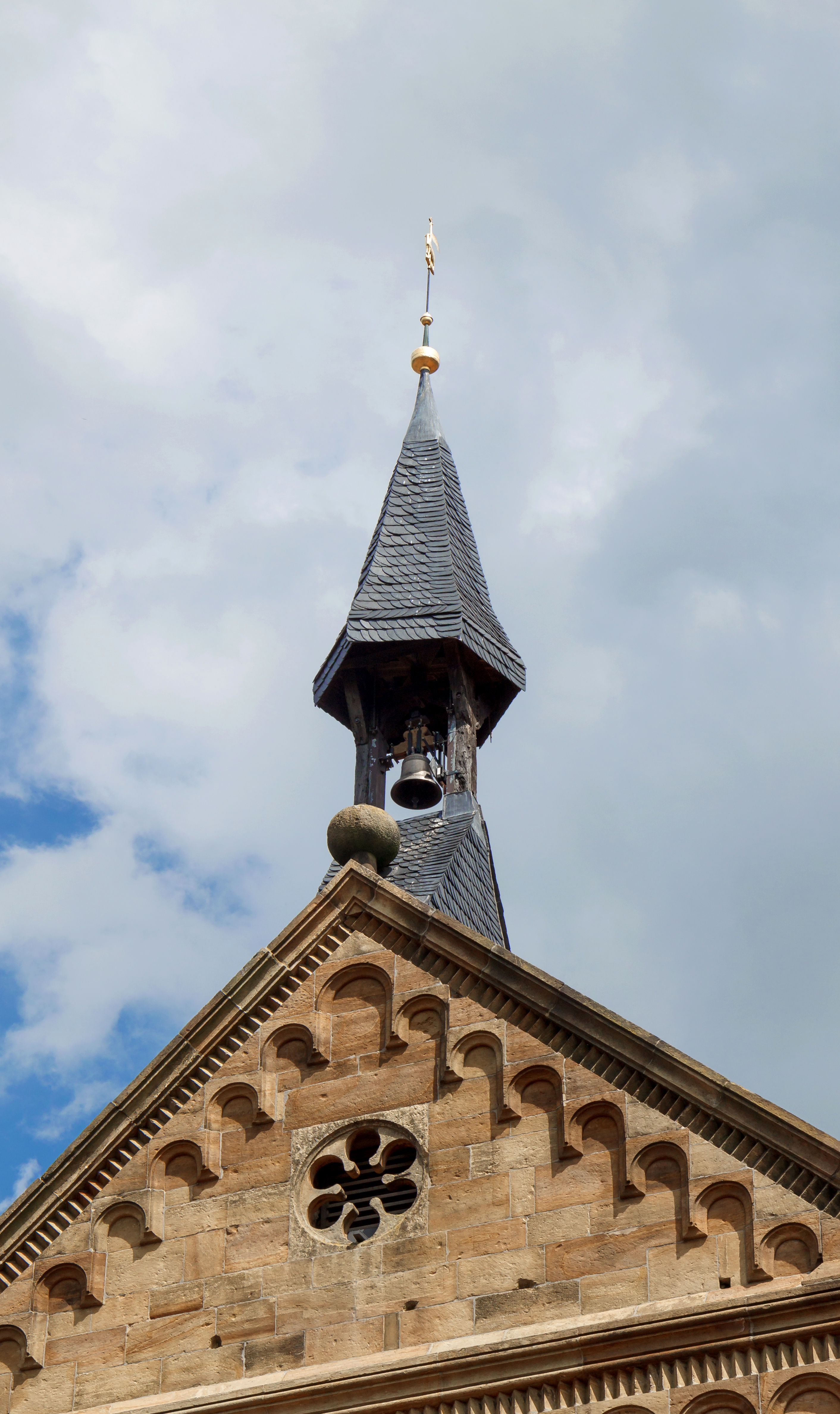
Kleiner Dachreiter der Klosterkirche Maulbronn
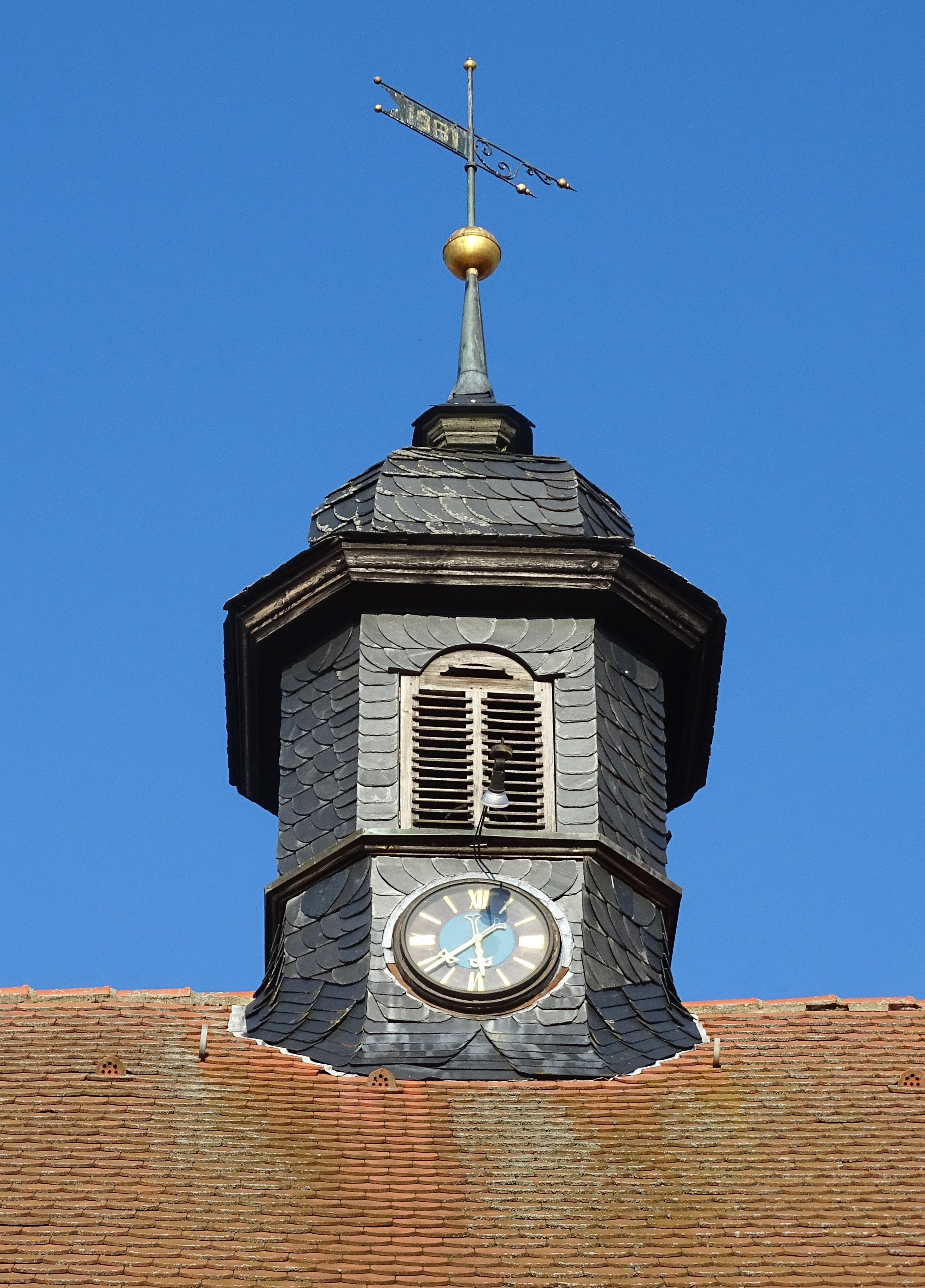
Dachreiter auf dem Rathaus von Burgebrach
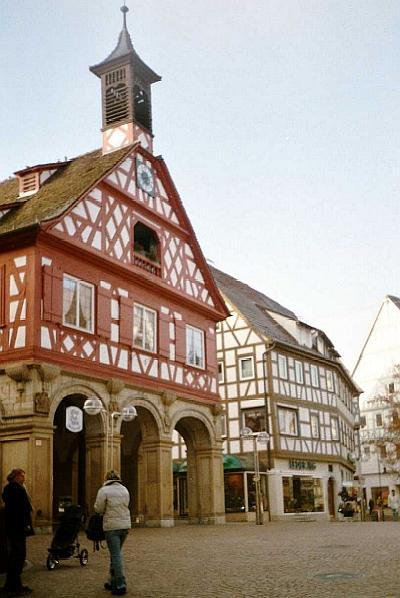
Dachreiter als Giebelreiter (Rathaus Waiblingen)
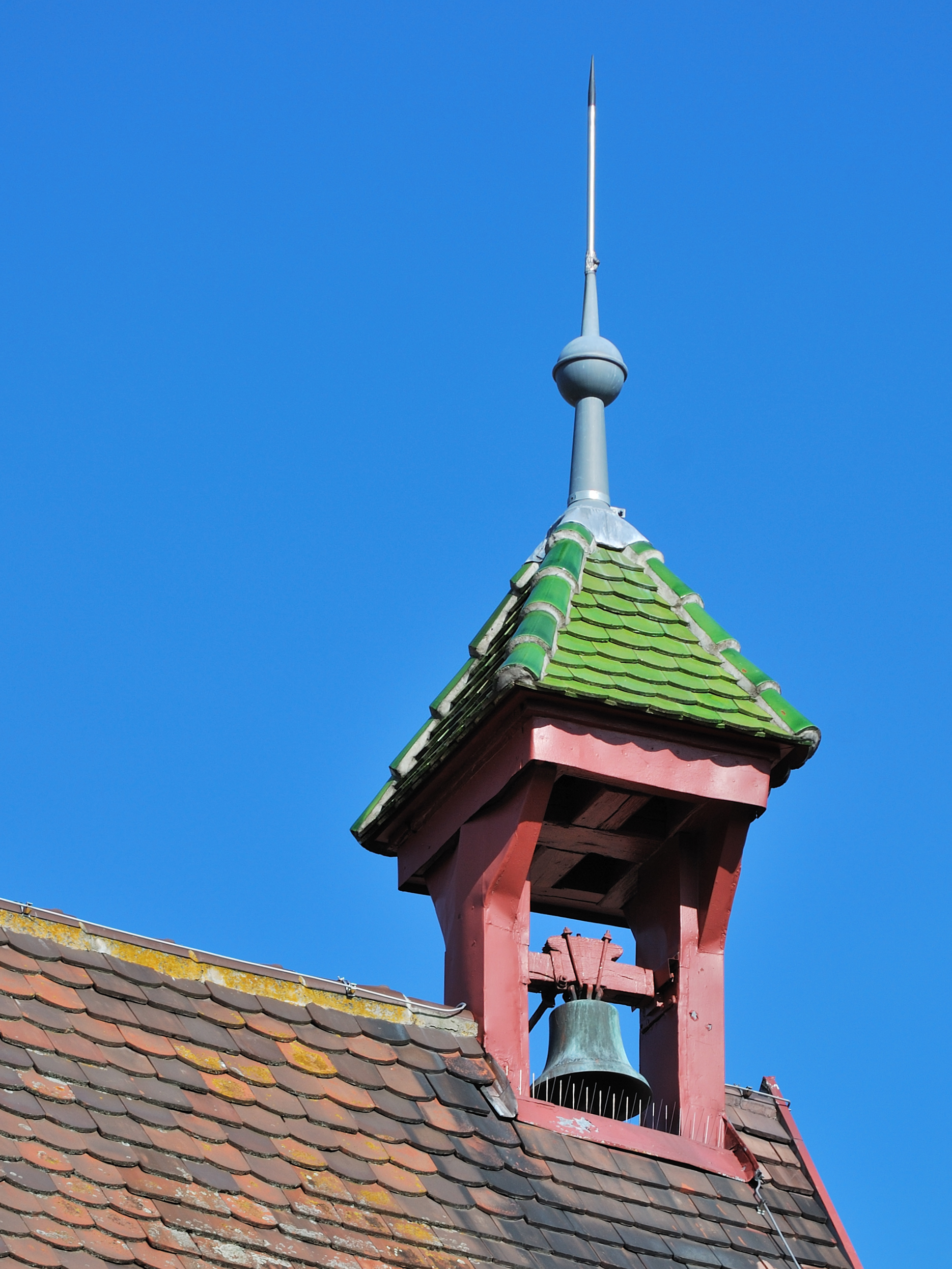
Zierlicher Dachreiter als Glockenreiter (Rathaus Münchingen)
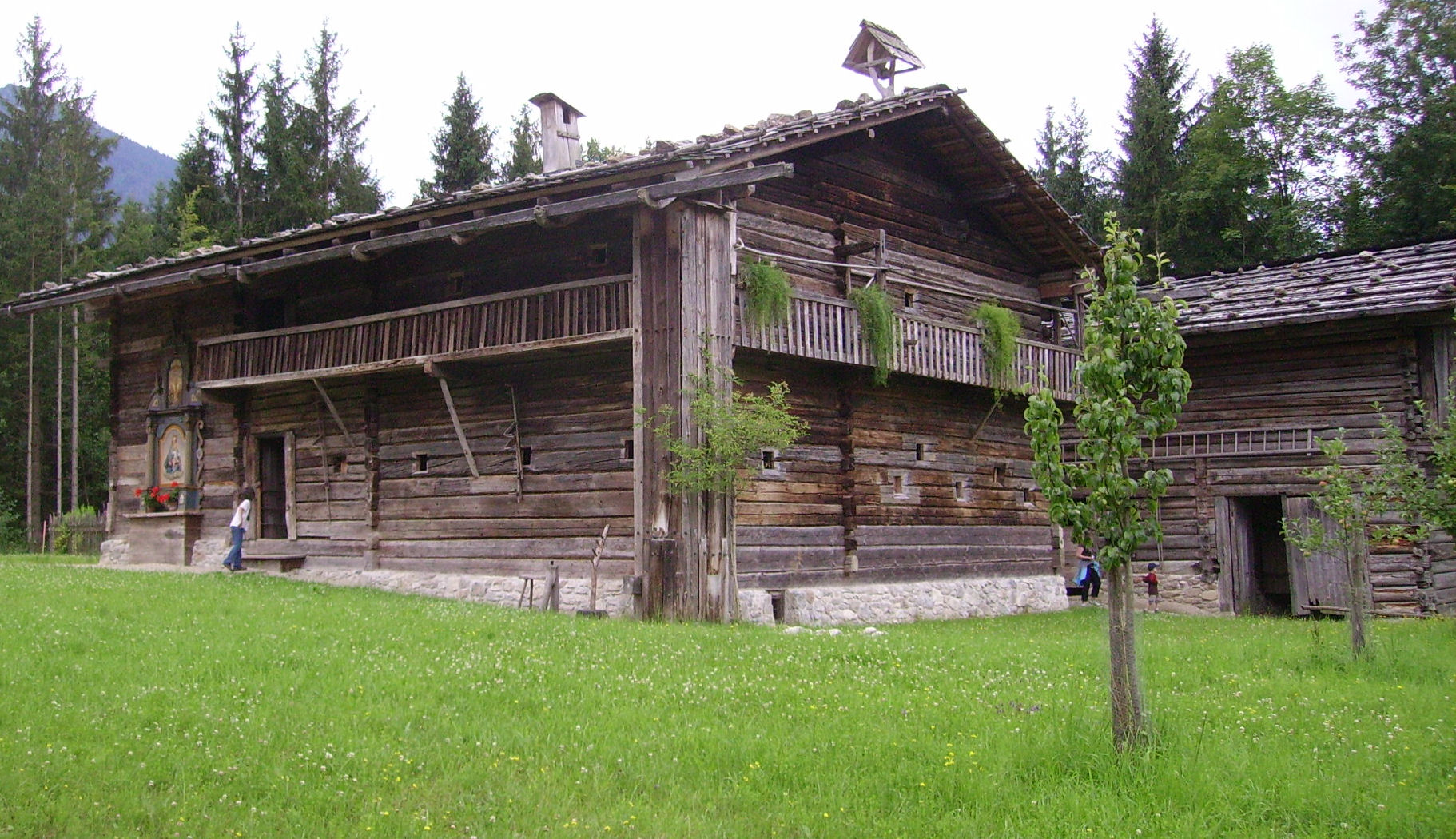
„Essglocke“ als Dach-/Glockenreiter: Überdachte Astgabel mit Glocke auf einem Bauernhof im Salzburger Land

Vereinzelt bereits im Mittelalter, aber insbesondere aus der Barockarchitektur sind Beispiele monumentaler Dachreiter bekannt, die als Vierungstürme dienen. Ihre Verkleidung aus Kupferblech lässt äußerlich nicht erkennen, dass es sich um traditionelle Holzkonstruktionen handelt. 

Beispiele monumentale Dachreiter
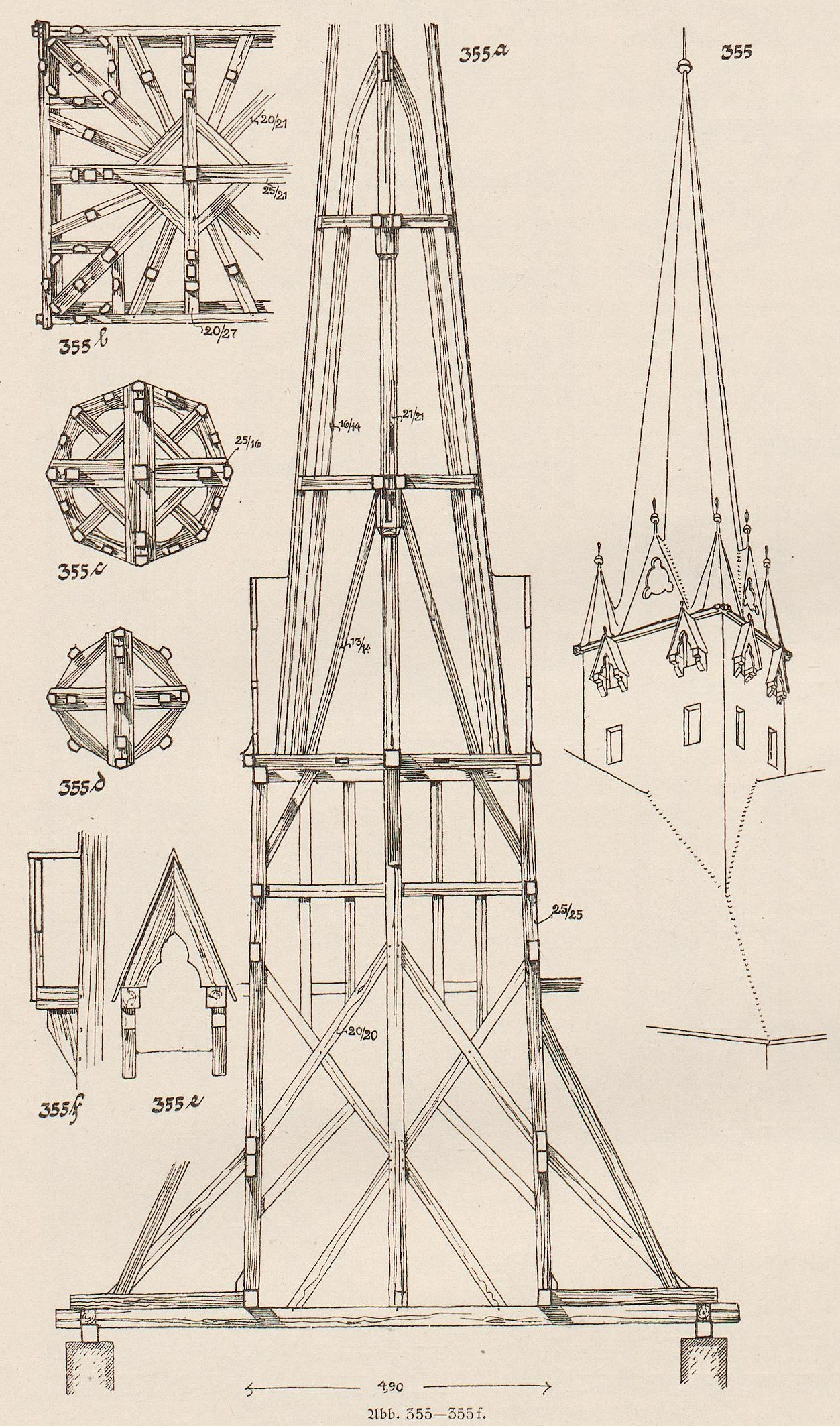
Konstruktion des Dachreiters der Klosterkirche Orbais (Bauaufnahme von Friedrich Ostendorf)
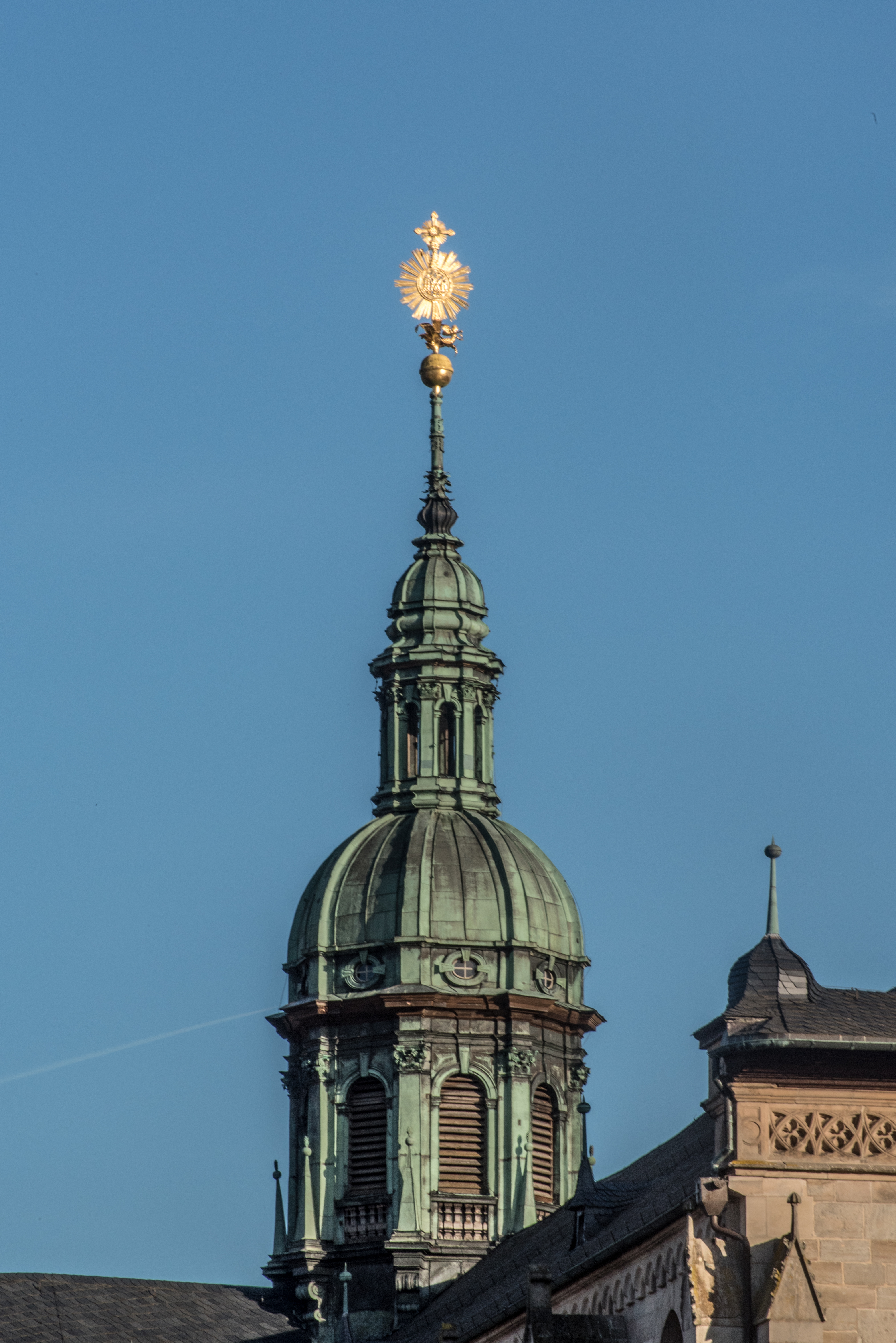
Klosterkirche Ebrach
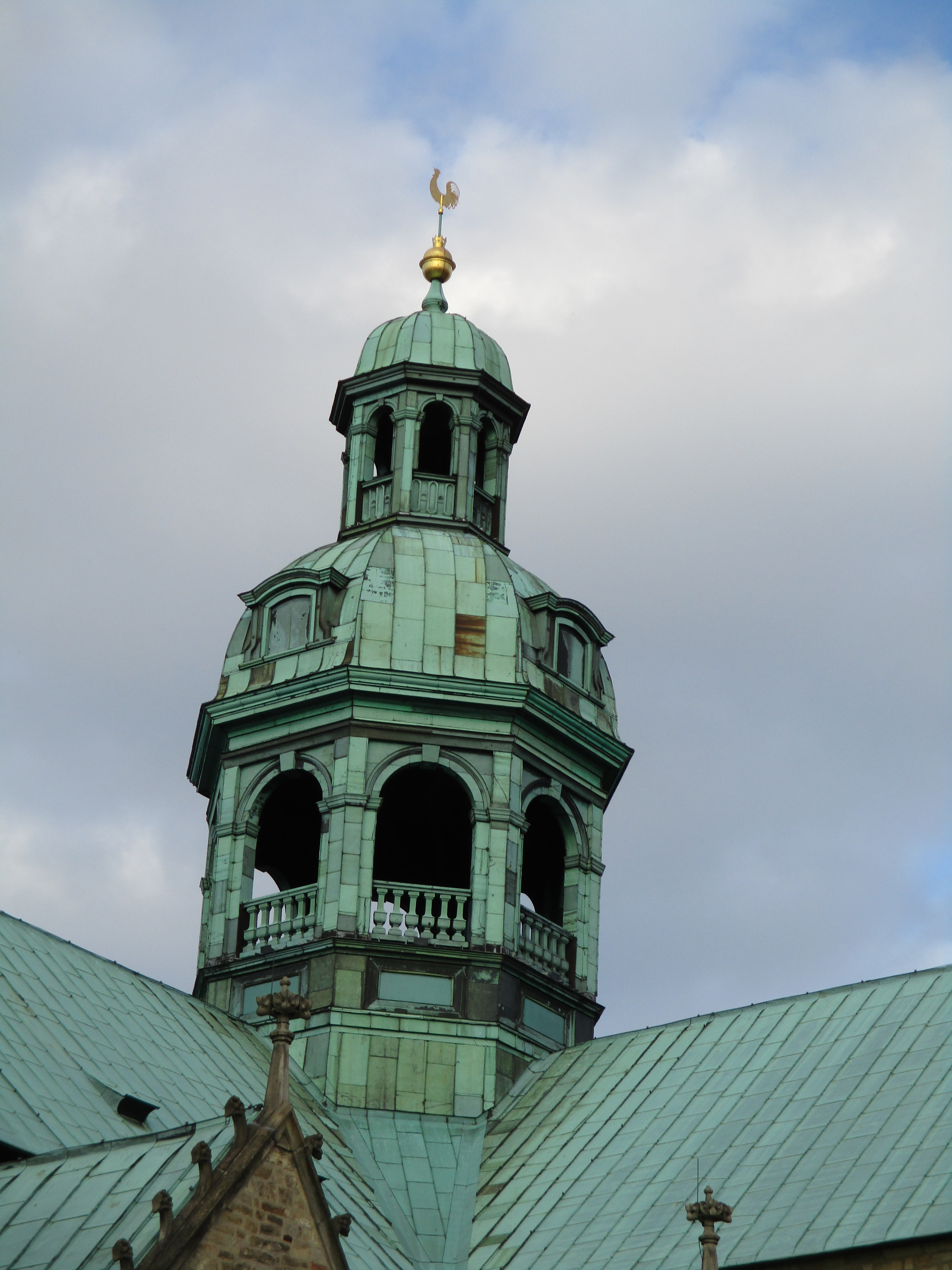
Hildesheimer Dom

## Konstruktion
Noch höher als bei gewöhnlichen Dachwerken sind die baukonstruktiven und baustatischen Anforderungen an Dachreiter, da Gewicht und anlastender Winddruck auch das benachbarte Dach beschädigen können. Nur die wenigsten Dachreiter sitzen (‚reiten‘) konstruktiv wirklich auf einem Satteldach. Zumeist ist es ein längeres hölzernes Turmbauwerk, dessen Schaft unten verstrebt auf der Dachbalkenlage ruht, sodass nur sein oberer Teil – vergleichbar einem Schornsteinkopf – gestaltungswirksam über die Dachhaut hinausragt.
Hölzerne Dachreiter sind zum Witterungsschutz oft bretterverkleidet, verschiefert oder mit einer Blechverkleidung versehen.

## Dachreiter als Lüftungshaube
Auf Wirtschaftsgebäuden, vor allem bei landwirtschaftlichen von Ställen oder Lagerböden, können Dachreiter der besseren Lüftung des Innern und von Dachböden dienen. Eine schlichte Konstruktionsform eines solchen Dachreiters besteht aus der Fortsetzung der oberen Sparrenköpfe mit zusätzlichem Satteldächlein.

Beispiele
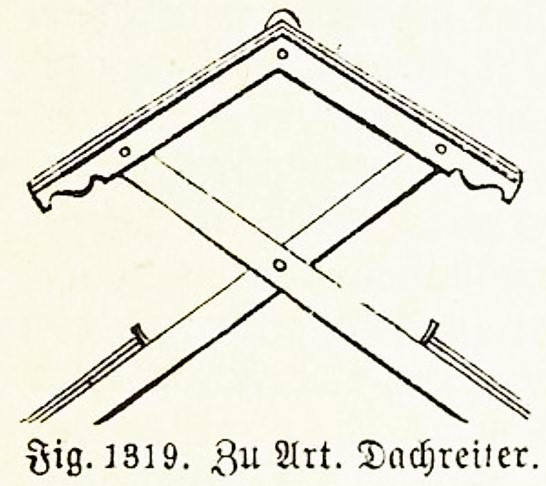
Konstruktionszeichnung für einen einfachen Dachreiter zur Dachbelüftung (Oskar Mothes, 1882)
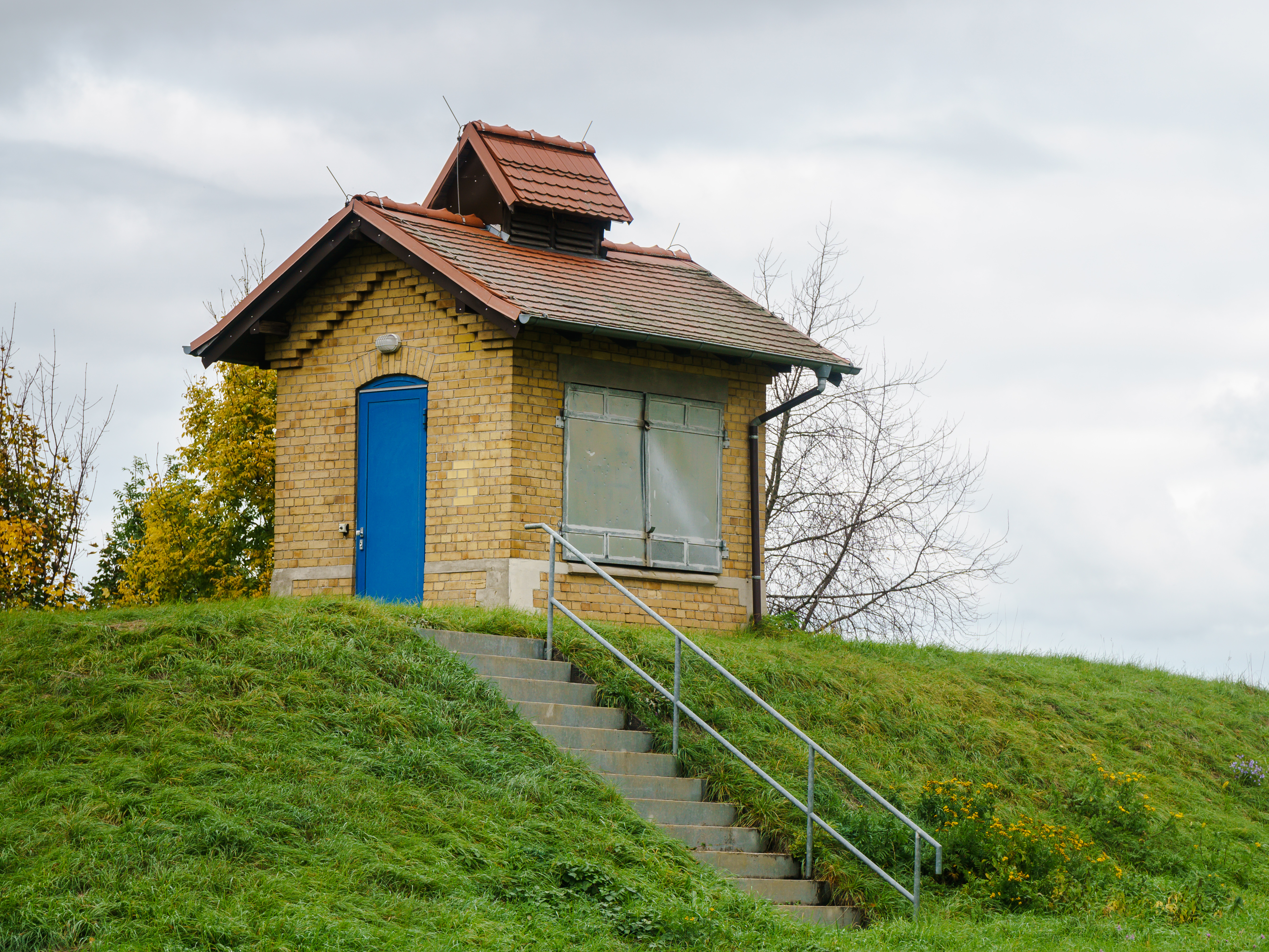
Wirtschaftsgebäude (Verteilerturm) mit Lüftungshaube in Naunhof
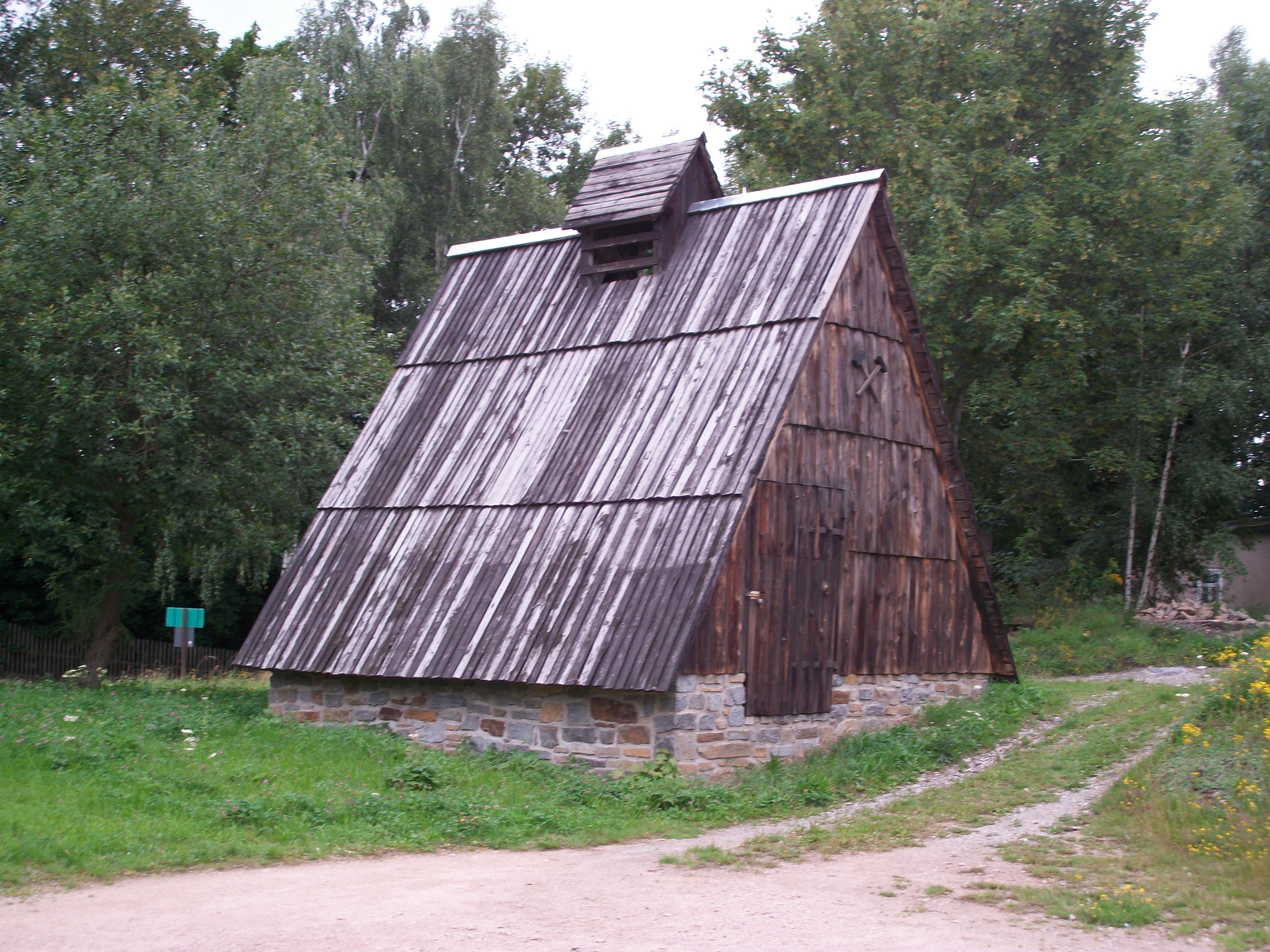
Lüftungshaube auf der Kaue der Gesellschaft Fundgrube bei Schneeberg
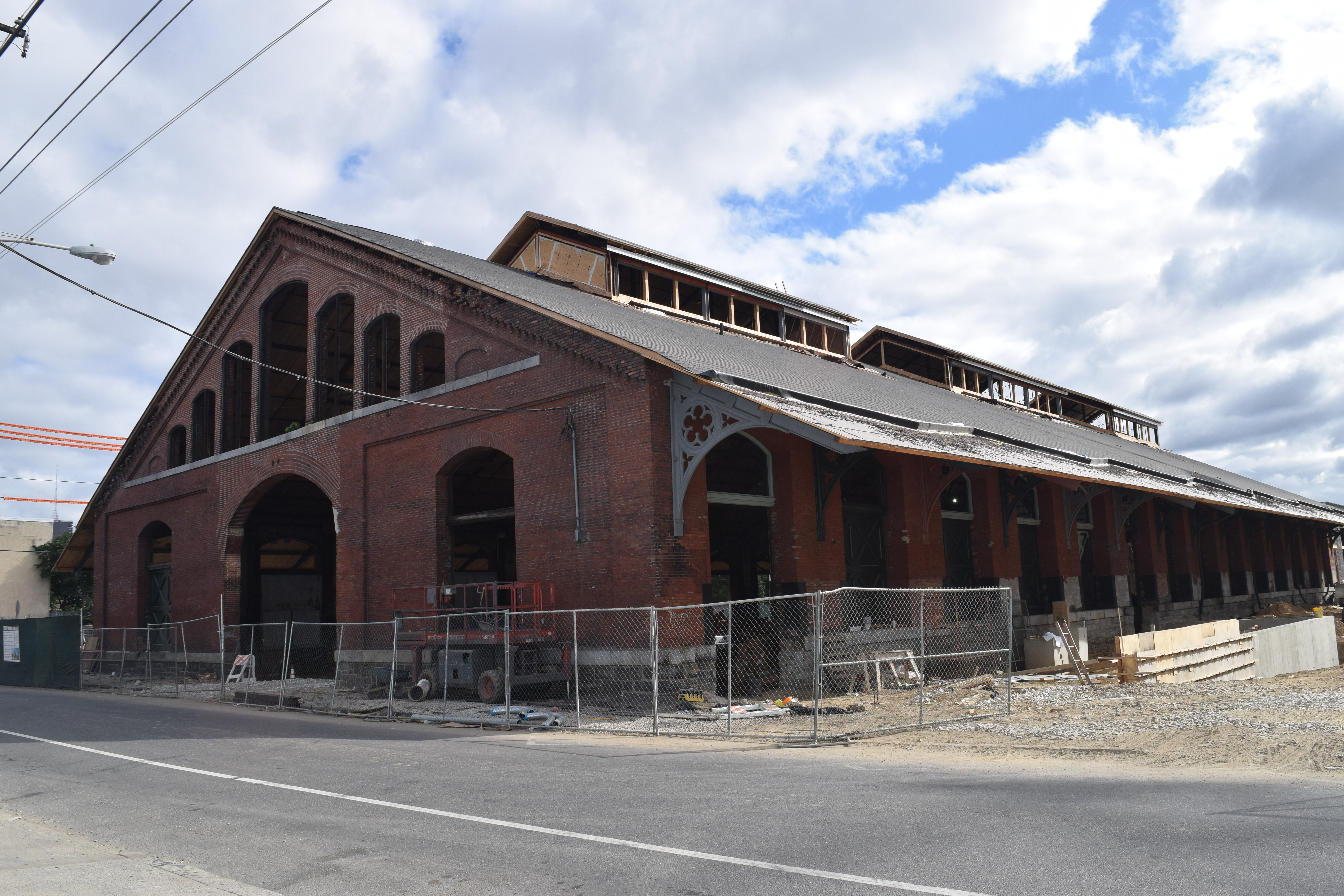
Firstreiter auf einer Lagerhalle in Philadelphia/PA (USA)

## Dachreiter-Gaube
Verschiedentlich wird auch eine besondere Art von Dachgauben als Dachreiter bzw. Dachreiter-Gaube bezeichnet: Gemeint sind Dachgauben, die auf einer Dachfläche so weit oben sitzen, dass sie am oder auf dem Dachfirst sitzen, bzw. reiten.